# Грайц (район)
Грайц (нем. Greiz) — район в Германии. Центр района — город Грайц. Район входит в землю Тюрингия. Занимает площадь 843,52 км². Население — 115 419 чел. Плотность населения — 137 человек/км².
Официальный код района — 16 0 76.
Район подразделяется на 62 общины.

## Города и общины
1. Бад-Кёстриц (3 907)
2. Берга (3 815)
3. Грайц (23 583)
4. Харт-Пёльниц (3 328)
5. Крафтсдорф (4 284)
6. Лангенветцендорф (3 720)
7. Мольсдорф (2 995)
8. Роннебург (5 472)
9. Тайхвольфрамсдорф (2 630)
10. Фогтлендишес-Оберланд (3 115)
11. Вайда (8 279)
12. Вюншендорф (3 234)
13. Цойленрода-Трибес (17 360)
14. Кашвиц (717)
15. Кримла (317)
16. Хартмансдорф (411)
17. Лангенвольшендорф (915)
18. Ноймюле (454)
19. Вайсендорф (360)

Объединения общин
Управление Ам-Браметаль
1. Бетенхаузен (266)
2. Браменау (1 068)
3. Гроссенштайн (1 401)
4. Хиршфельд (141)
5. Корбуссен (499)
6. Пёльциг (1 322)
7. Райхштедт (393)
8. Швара (158)

Управление Аума-Вайдаталь
1. Аума (3 199)
2. Браунсдорф (245)
3. Гёрен-Дёлен (131)
4. Меркендорф (321)
5. Зильберфельд (112)
6. Штайц (324)
7. Вибельсдорф (275)
8. Цадельсдорф (155)

Управление Лендерек
1. Браунихсвальде (683)
2. Эндшюц (378)
3. Гауерн (143)
4. Хильберсдорф (232)
5. Кауерн (449)
6. Линда-Вайда (479)
7. Пайцдорф (441)
8. Рюкерсдорф (830)
9. Зелингштедт (1 494)

Управление Лойбаталь
1. Хайн (70)
2. Хоэнлойбен (1 795)
3. Хоэнёльзен (688)
4. Кюдорф (75)
5. Лунциг (176)
6. Нойгернсдорф (162)
7. Шёмберг (116)
8. Штайнсдорф (816)
9. Тайхвиц (118)
10. Вильдетаубе (709)

Управление Мюнхенбернсдорф
1. Бока (545)
2. Хундхауптен (389)
3. Ледерхозе (295)
4. Линденкройц (504)
5. Мюнхенбернсдорф (3 304)
6. Зара (661)
7. Шварцбах (250)
8. Цедлиц (711)